# Force Attack
Force Attack — музыкальный фестиваль, который проводится один раз в год в последние выходные июля (с пятницы по воскресение) на большом поле в деревне Бенкенхаген (нем. Behnkenhagen) недалеко от немецкого города Росток (нем. Rostock). На нём выступает большое количество групп в стилях панк, ска, хардкор, сайкобилли и метал на одной большой и одной маленькой сценах. Фестиваль считается самым крупным фестивалем панк-музыки Германии. Количество посетителей составляет примерно 10000 человек, которые приезжают с разных регионов Германии, а также и с соседних европейских стран.

## История
Force Attack впервые состоялся в Бенкенхагене в 1999 году, до этого проходил два раза в другом месте. Тогда выступали 26 групп и фестиваль длился два дня. С 2000 года фестиваль продлили на три дня и соответственно увеличили количество групп.

## Остальное о фестивале
Force Attack по сравнению с другими фестивалями относительно недорог. Билеты на фестиваль 2005 года стоили 30 € в предварительных кассах. Установка палатки и парковка входят в стоимость билета (только при въезде берутся 5 € за мусор, которые отдаются обратно при выезде, если отдаётся полный пакет с мусором). Первые 1000 покупателей билетов получают сборник фестиваля на компактном диске бесплатно.
Особенность Force Attack — это близость к Балтийскому морю.